# Campanula exigua
Campanula exigua es una especie de plantas con flores perteneciente a la familia de las campanuláceas. 

## Distribución y hábitat
Es originaria de California, donde se encuentra en unos pocos lugares aislados alrededor de Mount Diablo State Park en el este del área de la bahía de San Francisco. Surge de suelos rocosos y de grava, con varios tallos largos llenos de jugo lechoso y con hojas dispersas, de pequeño tamaño. Al final de cada tallo crece una flor con forma de campana brillante de color azul-violeta.
Campanula exigua es un miembro del ecosistema del chaparral, donde crece entre muchos otros arbustos endémicos en un hábitat seco, en las laderas propensas al fuego. Es una de las pocas plantas que prospera en suelos de serpentina.

## Taxonomía
Campanula exigua fue descrita por Volney Rattan y publicado en Botanical Gazette 11(12): 339. 1886.
Etimología
Campanula: nombre genérico diminutivo del término latíno campana, que significa "pequeña campana", aludiendo a la forma de las flores.
exigua: epíteto latino que significa "pequeña o débil".